# 王洽民
王洽民（1905年4月6日—1974年7月24日），名德生，字以行。大連人。民國37年（1948年）在大連市選區當選第一屆立法委員。

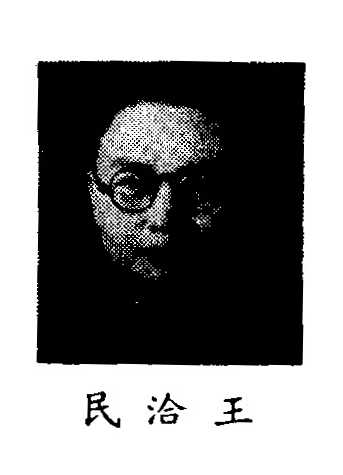
出席制憲國民大會代表時

## 生平[1][2][3]
- 東北大學國學系畢業
- 美國瑞德大學畢業
- 美國渭未米諦大學研究
- 中央訓練團黨政班及黨政高級班畢業
- 甘蕭學院文史系主任、教授
- 北平外交研究委員會編譯科科長
- 豫鄂皖剿匪總部秘書
- 《民國日報》主編
- 軍事委員會政治部設計委員
- 中國紅十字會救護總部政治部主任
- 中國紅十字會特別黨部書記長
- 三民主義青年團社會服務處副處長
- 三民主義青年團中央幹事會副處長
- 陝西省企業公司總經理
- 制憲國民大會代表
- 國民參政員
- 大連市政府民政局局長
- 東北行轅宣傳處(代)處長
- 遼北省政府委員
- 遼北省政府財政廳廳長
- 遼寧省財政廳廳長
- 立法委員
- 立法院財政委員會召集委員
- 中國國民黨大連市黨部委員
- 民國63年7月24日病故[4]